# Duhok SC
Duhok Sport Club (kurdiska: یانهی وهرزشی دهۆك / Yaneya Dihokê ya Werzişî, arabiska: نادي دهوك / Nadi Duhok) är en idrottsförening med säte i Dohuk, irakiska Kurdistan, Irak. De spelar för närvarande i norra Division i irakiska Premier League. Duhok anses vara en av de mest framgångsrika lagen i irakiska Kurdistan regionen. Förra säsongen kom de på fjärde plats i ligan efter att ha gått miste om en Arab Champions League-plats och efter att ha förlorat mot al-Quaw Al-Jawiya med 0-3. Säsongen 2009-10 lyckades de för första gången ta sig till finalen och vinna den irakiska ligan.